# Fjällansmossa
Fjällansmossa (Didymodon asperifolius) är en bladmossart som beskrevs av H. Crum, Steere och Lewis Edward Anderson 1964. Fjällansmossa ingår i släktet lansmossor, och familjen Pottiaceae. Enligt den svenska rödlistan är arten starkt hotad i Sverige. Arten förekommer i Övre Norrland. Artens livsmiljö är fjäll. Inga underarter finns listade i Catalogue of Life.